# Augusto Conte Mac Donell
Augusto Conte Mac Donell (4 de mayo de 1926-5 de febrero de 1992) fue un abogado, político líder del Partido Demócrata Cristiano, de una corriente interna partidaria llamada Humanismo y Liberaciòn, junto con otros dirigentes como Carlos Auyero, Enrique de Vedia y Néstor Vicente. Fue un militante por los Derechos Humanos durante la dictadura militar (1976-1983). Uno de los fundadores del Centro de Estudios Legales y Sociales (CELS) en la Argentina.

## Biografía
Augusto Conte era un dirigente del Partido Demócrata Cristiano.  
Fue subsecretario de Educación en 1955 durante el gobierno militar nombrado tras la Revolución Libertadora.
El 7 de julio de 1976 su hijo Augusto María Conte Mac Donell, quien desde 1972 formaba parte de la organización Montoneros, y contaba ya con una detención por portación de armas el 31 de enero de 1974, fue secuestrado de la Base Naval de Punta Indio donde cumplía el servicio militar obligatorio. La lucha por conocer el destino de su hijo llevó al doctor Conte a convertirse en un líder de los derechos humanos. 
En las Elecciones presidenciales y legislativas de Argentina de 1983 la fórmula Demócrata Cristiana (Francisco Eduardo Cerro - Arturo Ponsatti) obtuvo 46.544 votos en la Ciudad de Buenos Aires. Pero en las elecciones internas, la línea Humanismo y Liberación había ganado ampliamente, por lo que Augusto Conte fue el primer candidato a diputado nacional. Ganó la banca logrando mucho más votos que la lista presidencial de su propio partido. 
Augusto Conte escribió numerosos artículos, quizá el documento más importante por su valor histórico fue en el que desarrolló la teoría del paralelismo global, firmado junto con Emilio Mignone, y presentado en el Coloquio de París.
Se suicidó en 1992.

### Homenajes
Para recordarlo, la Secretaría de Derechos Humanos de la Nación organizó un acto en el Salón Silvio Frondizi del Archivo Nacional de la Memoria de la ex ESMA, con el periodista Horacio Verbitsky (actual presidente del CELS); la presidenta de Abuelas de Plaza de Mayo, Estela de Carlotto, la integrante de Madres Línea Fundadora Marta Vázquez, la militante de Familiares de Desaparecidos y Detenidos por Razones Políticas Graciela Lois, y el copresidente de la Asamblea Permanente por los Derechos Humanos, Aldo Etchegoyen.